# Neele Pfleiderer

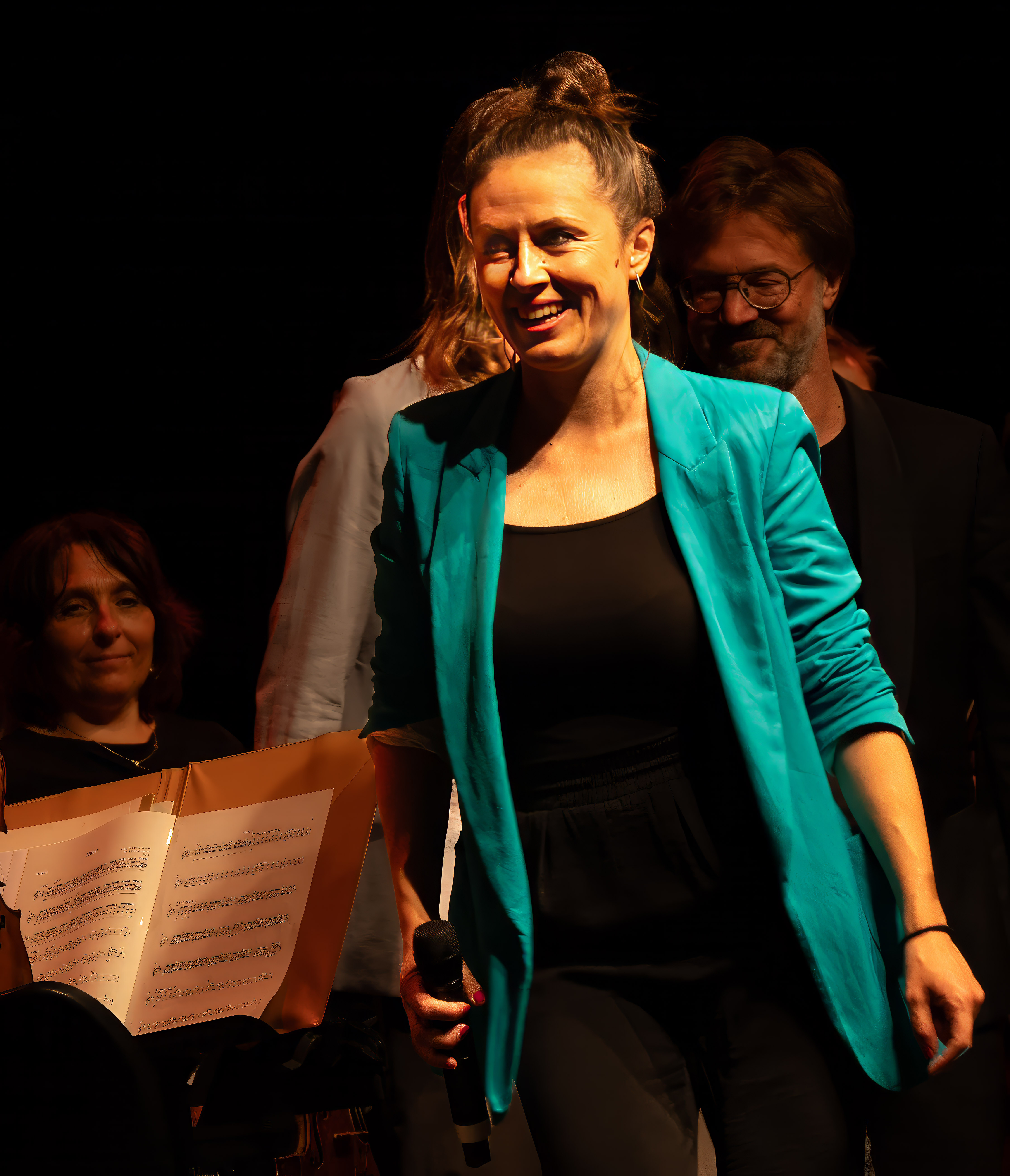
Die Künstlerin auf der Gala des ZMFs 2024 in Freiburg

Julia-Neele Pfleiderer (* 1982 in Lörrach) ist eine deutsche Jazzmusikerin (Gesang, Komposition).

## Wirken
Pfleiderer studierte an der Hochschule Luzern bei Lauren Newton, Ed Partyka, und Susanne Abbuehl; aufbauend auf dem Bachelor absolvierte sie 2014 ein Masterstudium am Jazzcampus Basel bei Lisette Spinnler, Guillermo Klein und Hans Feigenwinter.
2015 zog sie nach Freiburg im Breisgau. Von dort betreibt sie seitdem ihr in Luzern entstandenes Septett Neele & the Sound Voyage, mit dem sie seit 2013 zwei Alben mit eigenen und anderen deutschsprachigen Liedern vorlegte, zuletzt Visions (QFTF 2018). Im Duo mit Pianist Will Bartlett interpretiert sie neben Jazzstandards Lieder auf Gedichte von z. B. Philip Larkin oder Emily Dickinson. 2022 nahmen sie vier Songs in alemannischer Sprache auf mit dem Titel Lose ä mol. Im Trio Mimanée arbeitet sie mit dem Marimbaphonspieler Michael Kiedaisch und dem Bassklarinettisten und Saxophonisten Matthias Stich zusammen und veröffentlichte 2022 The Invisible Will Remain (Initiative Musik).
Weiterhin tritt Pfleiderer als Hauptsolistin im Jazzchor Freiburg auf, mit dem sie drei Alben einsang und beim Eurovision Song Contest für Chöre 2017 in Riga europaweit im Fernsehen übertragen wurde. Mit dem Contemporary Big Band Project entstand das Album Nine Yards (2019). Sie ist auch auf zwei Alben mit Otto Normal zu hören; zudem war sie an Susanne Abbuehls Hörspiel Der Gaukler Tag (SRF, 2013) beteiligt. Mit der Band Stubenjazz veröffentlichte sie das Album Verbrämung oder was? (2022).
Außerdem unterrichtet Pfleiderer seit 2011 Jazz- und Popgesang an mehreren Musikschulen in Deutschland und in der Schweiz. Sie wurde 2022 mit dem ZMF-Preis ausgezeichnet.